# Свилен Блажев
Свилен Блажев е български художник.

## Биография
Роден е в Кюстендил на 27 септември 1953 г. Завършва специалност стенопис в ВИИИ „Николай Павлович“ в София при проф. Димо Заимов (1980).
От 1981 г. е член на Съюза на българските художници.
Картини на Свилен Блажев са притежание на НХГ, СГХГ, музей „Пушкин“, колекция „Лудвиг“, Ватиканския музей за модерно изкуство, както и на колекции във Финландия, Германия, Чехия, Словакия, Македония, Англия и други страни.
През 1986-1987 г. се включва в първата изложба на авангардната група „Градът“, борейки се срещу конюнктурата.

## Изложби
Има над 25 самостоятелни изложби в България (София, Пловдив, Бургас, Кюстендил, Самоков) и в чужбина (Лимасол, Букурещ, Хелзинки, Виена, Хамбург, Цюрих, Китай). Участва в представителни изложби на съвременното българско изкуство в Европа и САЩ. През 1999 г. прави самостоятелна изложба в НХГ, с което става най-младият жив художник, поканен със собствена експозиция там. Най-голямата му изложба е през 2009 г. в НХГ и има ретроспективен характер. През 2011 г. участва в изложбата „Съвременни български художници“, организирана от НХГ и НДК.
По повод 60-годишнината от рождението му открива в родния си град Кюстендил (галерия „Владимир Димитров-Майстора“) голяма изложба, която включва над 200 картини и инсталации.

## Награди
Свилен Блажев е носител на осем награди за живопис и рисунка на национални изложби. През 1987 г. получава Гран при на Международното триенале на реалистичната живопис. Носител е на националната награда „Струма“ за цялостен принос и постижения в изкуството. Носител е и на Националната награда за живопис „Владимир Димитров – Майстора“ (2013).
Носител е на орден „Св. св. Кирил и Методий“ – първа степен.